# پسچانویه (حوضه بارنائولکا)
پسچانویه (روسی: Песчаное) یک دریاچه در سرزمین آلتای کشور روسیه است.